# Пасека (Хабаровский край)
Па́сека — село в Хабаровском районе Хабаровского края. Входит в Побединское сельское поселение.

## География
Село Пасека расположено в отдалённой, левобережной части Хабаровского района. Стоит на правобережном притоке реки Кур, примерно в 13 км ниже впадения в Кур реки Биракан.
Река Кур, сливаясь с рекой Урми, даёт начало Тунгуске, левому притоку Амура.
Село Пасека — спутник административного центра сельского поселения пос. Победа, расстояние до него около 2 км (на запад).

## Транспорт
В зимнее время можно доехать через пос. Победа по зимнику от пос. Смидович Еврейской автономной области, расстояние около 70 км. В тёплое время года автодороги, можно сказать, нет.
Летом вверх по Тунгуске и по Куру до отдалённых сёл Хабаровского района от Хабаровского речного порта ходит теплоход «Заря», расстояние по реке до Хабаровска около 150 км.
В советское время с Хабаровского аэропорта местных воздушных линий в пос. Победа совершались рейсы на самолёте Ан-2.

## Население
| 1992 | 2002 | 2010 | 2011 | 2012 | 2021 |
| ---- | ---- | ---- | ---- | ---- | ---- |
| 731  | ↘548 | ↘392 | ↗393 | ↗397 | ↘243 |

## Инфраструктура
- Жители занимаются сельским хозяйством.
- Окрестности села Пасека славятся охотой и рыбалкой.